# Gamlemossen
Gamlemossen är en sjö i Varbergs kommun i Halland och ingår i Himleån-Viskans kustområde.